# Fulranumab
Il fulranumab è un anticorpo monoclonale umano inibitore del fattore di crescita nervoso; è stato realizzato e concepito come analgesico.
Johnson & Johnson ha ottenuto dalla Amgen l'autorizzazione allo sviluppo del farmaco; la vendita della licenza, avvenuta nel 2008, è valutata attorno ai 425 milioni di dollari. Nel 2016, la stessa Johnson & Johnson ha interrotto tutti gli studi clinici sul fulranumab (anche quelli arrivati alla fase III), restituendo i diritti di produzione e di vendita alla Amgen, affermando che la restituzione del brevetto è dovuta ad un cambiamento degli obiettivi prioritari di produzione dei farmaci da parte di Johnson & Johnson e non a problemi rilevati in merito alla sicurezza della somministrazione del farmaco nel corso degli studi clinici intrapresi, i quali vertevano sulla terapia del dolore in pazienti affetti da osteoartrite.